# غلستان (حسين أباد)
غلستان (بالفارسية: گلستان) هي قرية تقع في إيران في قسم حسین أباد. يقدر عدد سكانها بـ 278 نسمة بحسب إحصاء 2016.